# Hugo Libergier

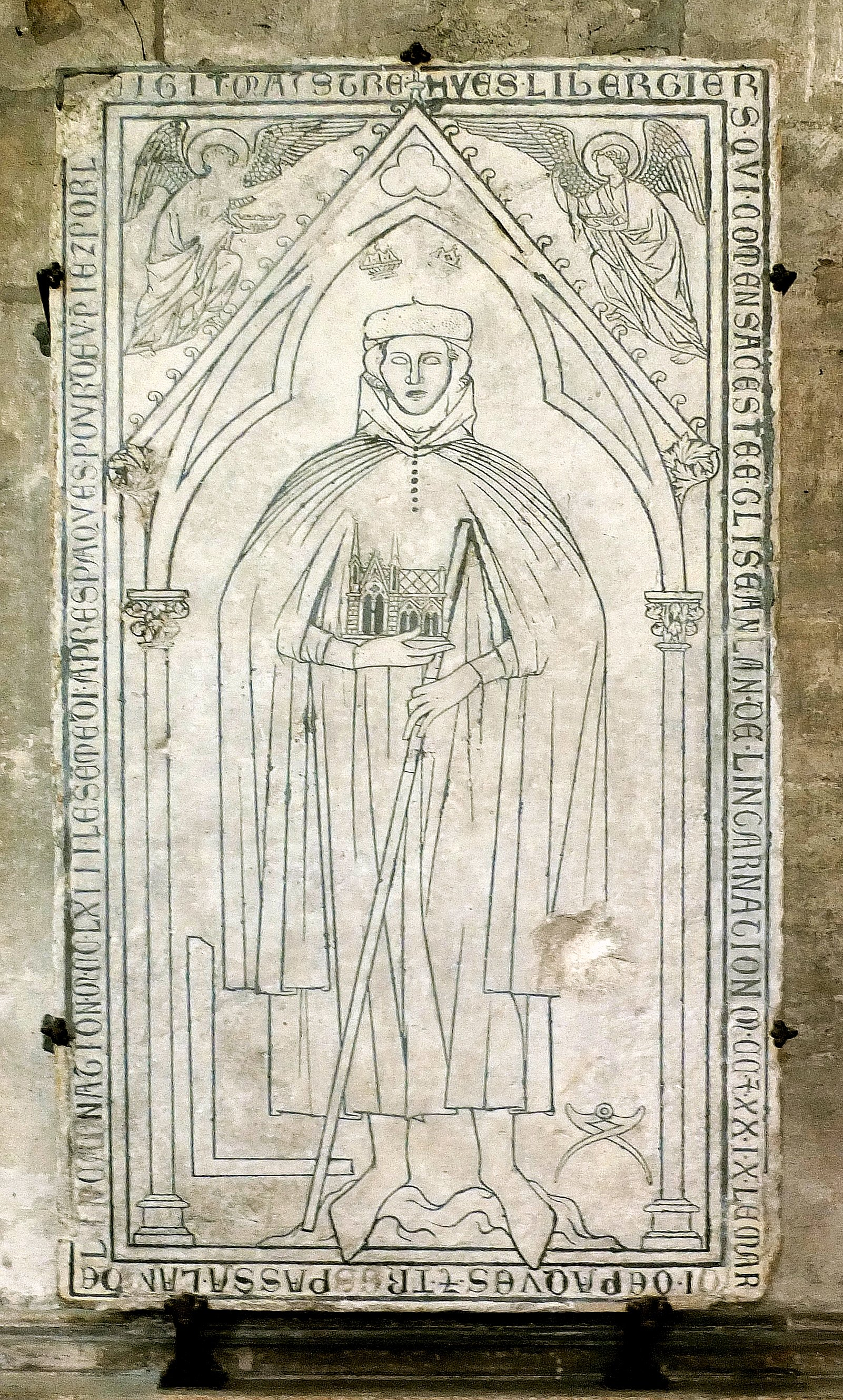
Grabplatte des Hugo Libergier

Hugo Libergier (* vor 1229; † 1263), frz. Hugues Libergier, war ein Baumeister der französischen Hochgotik. Die dem hl. Nicasius von Reims geweihte Kirche Saint-Nicaise in Reims wurde durch ihn 1229 begonnen. Sie wurde nach der Französischen Revolution 1798 abgebrochen.
Seine steinerne Grabplatte in der Größe von 2,50 × 1,35 Meter befindet sich heute in der Kathedrale von Reims. Heute kann sie im Nordquerbau betrachtet werden. Darauf dargestellt ist er mit einem Modell der von ihm – nach dem Vorbild der Reimser Kathedrale – entworfenen Kirche (mindestens die Fassade). Abgebildet sind auch ein Lineal, rechter Winkel und Stechzirkel als Symbole für seinen Beruf. Außerdem trägt er die Tracht der Pariser Professoren, dies steht symbolisch für die Verwissenschaftlichung der Architektur.
Sein Nachfolger wurde Robert De Coucy († 1311). Hugo Libergiers pronaon Ecclesiae perfecit Robert de. Coucy Caput Ecclesiae construxit heißt es in einer alten überlieferten Schrift aus dem Kloster Reims.
Ein Lycée in Reims trägt seinen Namen.